# Joseph-Thomas Duhamel
Joseph-Thomas Duhamel (ur. 6 listopada 1841 w Contrecœur, zm. 5 czerwca 1909 w Ottawie) – kanadyjski duchowny katolicki, biskup diecezjalny Ottawy w latach 1874–1886, arcybiskup metropolita Ottawy w latach 1886–1909.

## Życiorys
Święcenia kapłańskie otrzymał 19 grudnia 1863.

## Episkopat
1 września 1874 papież Leon XIII mianował go biskupem diecezjalnym Ottawy. Sakry biskupiej udzielił mu 28 października 1874 arcybiskup Elzéar-Alexandre Taschereau. 8 czerwca 1886 papież Leon XIII podniósł diecezję Ottawy do rangi archidiecezji i mianował go jej pierwszym arcybiskupem metropolitą. Tę funkcję sprawował do swojej śmierci 5 czerwca 1909.